# Michael Laudrup
Michael Laudrup (pronuncia [ˈmaikl ˈlauːdrup]; Frederiksberg, 15 giugno 1964) è un allenatore di calcio ed ex calciatore danese, di ruolo centrocampista o attaccante.
Considerato uno dei migliori giocatori danesi di tutti i tempi nonché uno dei più forti e completi di sempre, Laudrup, figlio d'arte, emerse nelle squadre locali di Brøndby e KB, per poi inanellare nel corso della carriera numerose affermazioni con club blasonati come Ajax, Barcellona, Juventus e Real Madrid, vincendo sette campionati nazionali – uno in Italia, cinque in Spagna e uno nei Paesi Bassi –, una Coppa dei Campioni, una Coppa Intercontinentale, una Supercoppa UEFA, due Coppe di Danimarca, due Coppe del Re, una KNVB beker e una Supercoppa di Spagna.
Con la nazionale danese, con cui ha trionfato nella FIFA Confederations Cup 1995, conta 104 gare e 37 reti, che lo rendono, rispettivamente, quinto e sesto assoluto nella classifica all time. Tra nazionale e squadre di club realizzò da professionista 172 gol in 608 partite ufficiali.
A livello individuale è stato insignito di numerosi riconoscimenti in campo internazionale, che lo hanno reso il giocatore più decorato nella storia del suo Paese. Venne premiato per due volte consecutive calciatore danese dell'anno e miglior giocatore della Liga, oltre a essere introdotto nella hall of fame del calcio danese. Nel 1992 gli fu assegnato il Premio Don Balón, titolo destinato al miglior giocatore militante nel massimo campionato spagnolo conferito dalla rivista omonima; nel 1999 è stato nominato miglior giocatore straniero della Liga dei precedenti 25 anni.
Nel 2000 venne insignito all'Ordine del Dannebrog, un titolo cavalleresco danese conferitogli dalla regina Margherita II. Nel 2005, per celebrare il proprio 50º anniversario, la UEFA invitò ogni Federazione nazionale a essa affiliata di indicare il proprio miglior giocatore dell'ultimo mezzo secolo: la scelta della Federazione danese ricadde su Michael Laudrup, designato quindi Golden Player dalla UEFA. L'anno seguente venne quindi nominato ufficialmente miglior calciatore danese di sempre.
Nel 2010 la Federazione Internazionale di Storia e Statistica del Calcio lo ha collocato al 55º posto nella sua lista dei migliori calciatori del XX secolo, mentre nel 2014 il quotidiano Marca lo inserì nell'undici ideale nella storia del Real Madrid. Occupa la 59ª posizione nella lista dei calciatori più forti del XX secolo stilata da World Soccer. Nel marzo del 2004, Pelé lo ha anche inserito nella FIFA 100, la lista dei 125 migliori calciatori viventi, redatta in occasione del Centenario della FIFA.

## Biografia
Nato a Frederiksberg, una cittadina completamente inglobata nell'area urbana di Copenaghen, Michael Laudrup fa parte di una famiglia di calciatori professionisti: suo padre Finn giocò in nazionale maggiore dal 1967 al 1979; due suoi figli, Mads e Andreas, hanno giocato nelle varie nazionali giovanili e nella massima serie danese, e suo fratello Brian, infine, ha avuto anch'egli una carriera professionistica (divenne campione d'Europa con la Danimarca nel 1992).

## Caratteristiche tecniche

### Giocatore
(Andrés Iniesta)

Laudrup nel 1985 tra l'argentino Diego Armando Maradona (a sinistra) e il francese Michel Platini (a destra): tre dei maggiori fuoriclasse del calcio internazionale del decennio.

Michael Laudrup era un giocatore di talento e fantasia, molto veloce ed elegante, conosciuto per i suoi morbidi tocchi di palla, moderno nella concezione del gioco. Indicato come l'archetipo del playmaker di centrocampo, di cui è ritenuto uno degli interpreti più forti e versatili di sempre, il suo raggio d'azione era sconfinato. Operava praticamente ovunque: sebbene i suoi fondamentali fossero essenzialmente di natura offensiva, era facilmente schierabile come regista di centrocampo, ala destra o sinistra – grazie alle sue ottime progressioni su entrambe le fasce, sostenute da scatti fulminei –, trequartista o seconda punta, ruolo quest'ultimo ricoperto con successo a inizio carriera nel Brøndby.
Fantasista dotato di creatività, intelligenza, visione di gioco, abilità nei passaggi, negli assist, e di rara tecnica individuale, era una pedina impellente in fase di impostazione dove offriva il meglio di sé alla squadra e recuperava palloni, spesso con duri tackle o negli uno-contro-uno, dimostrando grande grinta, qualità, spirito di sacrificio e tenacia. Seppur sorretto da un fisico non imponente, era un centrocampista combattivo, autore di giocate di pregevole fattura nonché di tempestive incursioni in area di rigore. Altre sue peculiarità erano il dribbling nello stretto, la facilità nel saltare l'uomo, un tiro potente con ambo i piedi e la correttezza agonistica, tanto da non aver mai ricevuto un cartellino rosso in tutta la sua carriera; questo lo rese un giocatore molto apprezzato da arbitri e allenatori. Inoltre, Laudrup è noto per essere stato uno dei primi esecutori della croqueta, un particolare tipo di dribbling consistente nello spostare il pallone nel modo più veloce possibile da un piede all'altro, effettuato sia da fermo sia in corsa.
Paragonato agli esordi al connazionale Preben Elkjær Larsen, difettava però in risolutezza a inizio carriera, tanto che Michel Platini lo definì «il miglior giocatore del mondo, in allenamento»; dopo il passaggio al Barcellona, ha spesso ricevuto lodi unanimi dalla stampa specializzata e da calciatori di statura mondiale. Per via della sua levatura rispetto ad altri giocatori suoi connazionali (incluso il fratello Brian), le sue movenze palla al piede e il comportamento in campo, fu soprannominato Il Principe di Danimarca.

### Allenatore

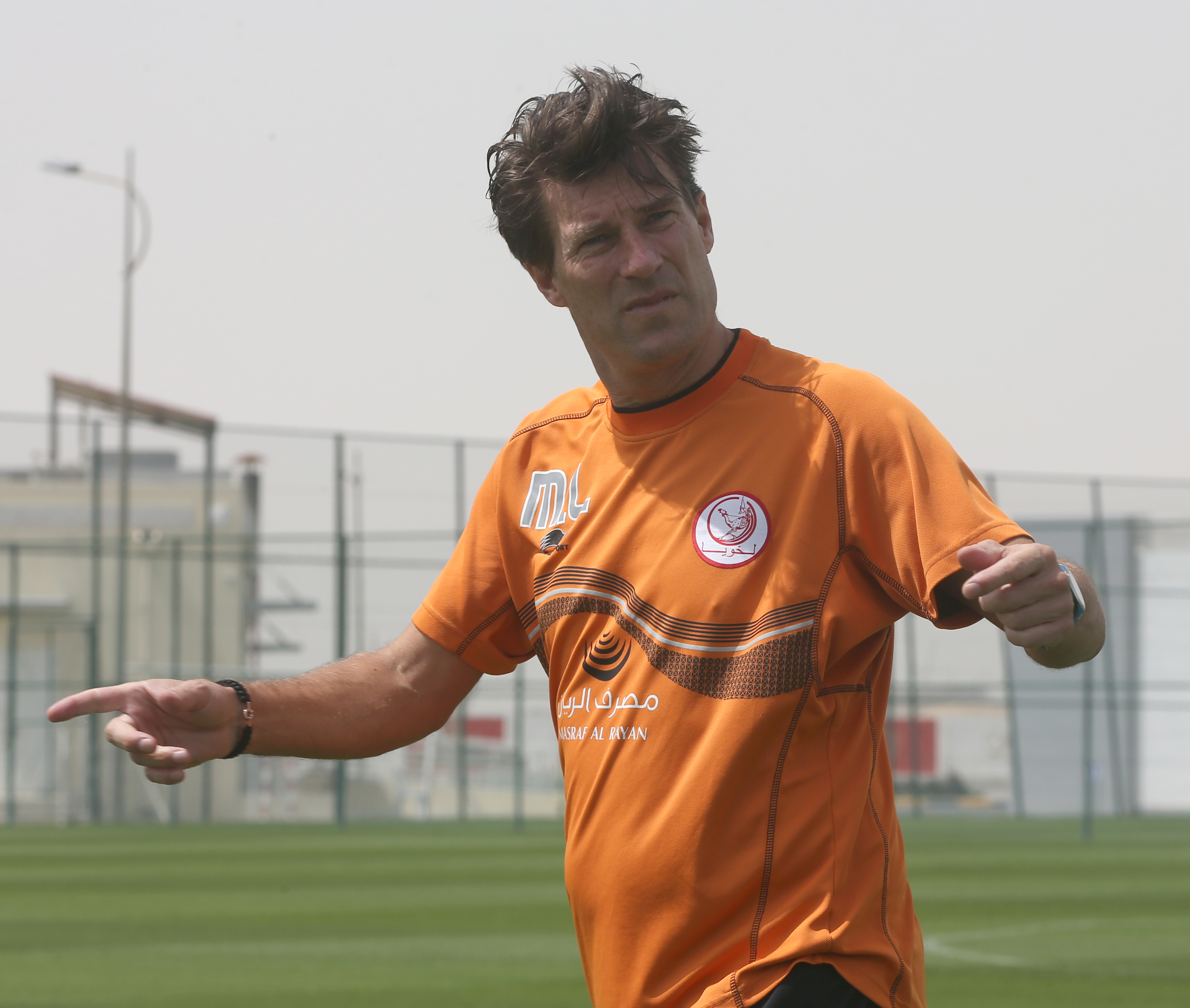
Laudrup dirige una sessione di allenamento del Lekhwiya nel 2015

Tecnico dal grande carisma e forte personalità, come assistente del commissario tecnico Morten Olsen la Danimarca si schierava abitualmente con il modulo 4-2-3-1, con le ali che partecipavano attivamente alla manovra offensiva della squadra. L'esperienza in nazionale lo spinse a replicare tale schema di gioco durante la sua successiva parentesi al Brøndby, coltivando una tattica basata su passaggi corti e schieramento d'attacco sulla trequarti avversaria. Continuò ad attuare moduli come il 4-3-3 o il 4-2-4 sino alla finale della Coppa del Re con il Getafe (persa contro il Siviglia), mentre allo Spartak Mosca dovette abbandonare tali moduli per via del ricorrente stile di gioco in Russia.
Nel 2012, con l'approdo sulla panchina dello Swansea City, Laudrup si smarcò dai precedenti dettami di gioco del club gallese sotto Brendan Rodgers – il quale era solito schierare la squadra con un 4-3-3 in cui i centrali di difesa spingevano quando in possesso palla, mentre i centrocampisti si trovavano a stretto contatto con le punte. Con l'arrivo del danese, l'organico dei Jacks si adattò a un innovativo 4-3-2-1 che puntava essenzialmente su un gioco di velocità e molto tecnico; nei suoi anni a Swansea Laudrup strinse contratti con diversi giocatori provenienti dal campionato spagnolo, amalgamandoli con il resto della squadra e ottenendo discreti risultati dal punto di vista tattico e realizzativo.

## Carriera

### Giocatore

#### Club

##### Inizi in patria: Brøndby e KB
Iniziò a giocare molto presto, nelle giovanili del Vanløse, il club nel quale militava suo padre. Quando Finn Laudrup divenne giocatore-allenatore del Brøndby nel 1973, si portò dietro i suoi due figli Michael e Brian. Michael seguì poi suo padre nel KB di Copenaghen, squadra della prima divisione danese, nel 1976.
Nel 1981, a 17 anni, esordì in prima squadra con il KB e nella stagione successiva tornò al Brøndby, squadra con la quale esordì nella massima serie danese, in un match contro il B 1909 di Odense, battuto 7-1 con una doppietta del debuttante Laudrup.

##### Italia: Lazio e Juventus

Laudrup alla Lazio nella stagione 1984-1985

La stagione 1982 gli valse il titolo di calciatore danese dell'anno, fino ad attirare le attenzioni degli italiani della Juventus che prima opzionarono e poi acquistarono il giocatore, nell'estate 1983, per la cifra più alta mai sborsata fino ad allora per un giocatore del paese scandinavo: un milione di dollari statunitensi dell'epoca.
Tuttavia per questioni regolamentari della Serie A del tempo, avendo già in organico gli stranieri Platini e Boniek, la società piemontese girò Laudrup in prestito biennale alla Lazio, anche per farlo ambientare ai ritmi del campionato italiano. La stagione 1983-1984 si concluse con la salvezza della squadra romana all'ultima giornata, mentre il campionato successivo, se pur non negativo dal punto di vista personale per il danese, vide la retrocessione in Serie B dei biancocelesti. Varie divergenze con gli allenatori avuti a Roma, gli insuccessi raggiunti in campionato e il difficile inserimento nell'ambiente della Capitale, di fatto lo spinsero dopo due anni al ritorno in pianta stabile alla Juventus, nel frattempo divenuta in grado di tesserarlo stante il trasferimento di Boniek alla Roma.
Attirandosi il nomignolo di Michelino, a Torino divenne subito titolare fisso, emergendo negli anni seguenti come giocatore-emblema del club bianconero nella seconda metà degli anni 1980, seppur l'unica stagione di successo sotto la Mole rimase quella d'esordio, 1985-1986, in cui conquistò il campionato italiano e la Coppa Intercontinentale: proprio in quest'ultima competizione, vinta 4-2 ai tiri di rigore nella sfida di Tokyo contro l'Argentinos Juniors, a poco meno di 10' dalla fine e coi torinesi in svantaggio, Laudrup indovinò da posizione molto defilata il tiro che diede ai bianconeri il 2-2, e permise loro di arrivare al vittorioso epilogo dal dischetto al termine del quale divennero per la prima volta campioni del mondo.
Sempre nel 1985 Laudrup fu insignito per la seconda volta del titolo di calciatore danese dell'anno. Negli anni successivi accusò una serie di infortuni che non gli permisero di rendere al meglio e con costanza, sicché nel 1989, complice anche una Juventus alle prese con un difficile rinnovamento dopo la fine dell'era di Michel Platini, il giocatore andò in scadenza di contratto lasciando l'Italia per gli spagnoli del Barcellona.

##### Spagna: Barcellona e Real Madrid

Laudrup al Barcellona nel 1991, marcato dallo juventino Júlio César nella semifinale di ritorno della Coppa delle Coppe.

Sotto la guida di Johan Cruijff, in Catalogna Laudrup entrò a far parte di un celebre «Dream Team» composto negli anni seguenti da stelle del calcio internazionale come il bulgaro Hristo Stoičkov e il brasiliano Romário, con il quale vinse 4 edizioni della Primera División (1990-1991, 1991-1992, 1992-1993, 1993-1994), 1 Coppa del Re, 2 Supercoppe di Spagna (1991 e 1992), 1 Supercoppa UEFA e, nel 1992, l'ultima edizione della Coppa dei Campioni, superando la Sampdoria nella finale di Wembley.
Durante gli anni a Barcellona, in due occasioni (1991 e 1993) fu eletto miglior calciatore straniero del campionato spagnolo. Tuttavia, quando nel 1993 il club acquistò Romário iniziando così il turn over tra stranieri, il più sacrificato fu proprio Laudrup; cosa questa confermata dall'esclusione del danese dalla finale della UEFA Champions League 1993-1994, che i blaugrana persero ad Atene contro il Milan.

Laudrup in azione al nel 1996, inseguito dallo juventino Del Piero nel retour match dei quarti di Champions League.

Nell'estate 1994 si trasferì quindi abbastanza clamorosamente al Real Madrid, eterni rivali dei catalani, con cui nella stagione seguente vinse subito il campionato, divenendo nella circostanza il primo calciatore nella storia a conquistare cinque titoli spagnoli di fila. Nell'annata 1995-1996, l'ultima a Madrid per il danese, i blancos non furono capaci di difendere il titolo nazionale, mentre in Champions League furono eliminati ai quarti di finale proprio da una ex squadra di Laudrup, la Juventus poi vincitrice dell'edizione.

##### Ultimi anni: Vissel Kobe e Ajax
Dopo una stagione passata in Giappone tra le file del Vissel Kōbe, dove realizzò 6 gol in 15 incontri, nel 1997 tornò in Europa per un'ultima stagione nell'Ajax, con cui vinse nel 1998 il campionato olandese, prima di annunciare il suo ritiro dal calcio al termine dell'imminente campionato del mondo 1998 in Francia.

#### Nazionale
Nel 1980 iniziò a giocare nelle varie rappresentative giovanili nazionali, con le quali totalizzò complessivamente 25 presenze e 14 gol.
Esordì in nazionale maggiore il 15 giugno 1982, giorno del suo diciottesimo compleanno, nella partita giocata a Oslo contro la Norvegia e terminata 2-1 per i danesi, realizzando una rete all'esordio. La carriera di Laudrup con la maglia della Danimarca durò sedici anni, dal 1982 al 1998.
Giocò i campionati d'Europa di Francia 1984, Germania Ovest 1988 e Inghilterra 1996; non partecipò, invece, causa divergenze con il commissario tecnico danese Richard Møller Nielsen, all'edizione di Svezia 1992 che la Danimarca vinse a sorpresa, da ripescata, e che vide suo fratello Brian laurearsi campione europeo. Prese altresì parte a due edizioni del campionato del mondo, quelle di Messico 1986 e Francia 1998, e alla vittoriosa Coppa re Fahd 1995 in Arabia Saudita (poi riconosciuta retroattivamente quale edizione della FIFA Confederations Cup).
La sua ultima partita ufficiale, quando era ormai solo un giocatore a disposizione della nazionale non avendo più un contratto con squadre di club, fu il 3 luglio 1998 a Nantes, nel quarto di finale del mondiale francese, che vide la Danimarca sconfitta 2-3 dal Brasile; dieci giorni prima Laudrup aveva segnato il suo ultimo gol ufficiale contro la Francia, nel primo turno dell'edizione.

### Allenatore

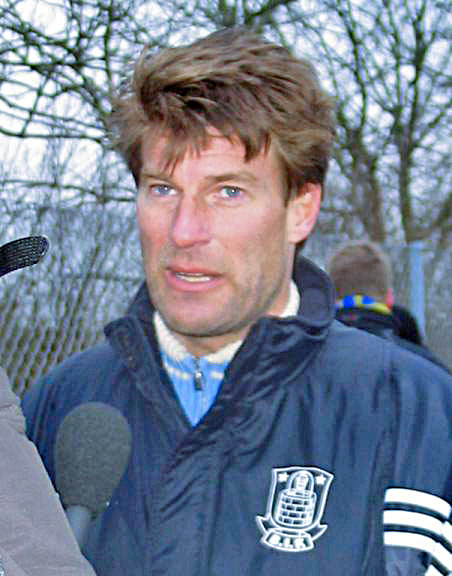
Laudrup in veste di tecnico del Brøndby nel 2005

Dal 1º luglio 2000 iniziò la sua carriera di allenatore, come vice del commissario tecnico danese Morten Olsen. Rimase sulla panchina della nazionale fino al termine del girone di qualificazione per il campionato del mondo 2002, quando venne ingaggiato per guidare il Brøndby. Con i gialloblù vinse una Coppa di Danimarca nel 2003, e nel 2005 riuscì a conseguire il double nazionale campionato-coppa. Lasciò il Brøndby alla fine della stagione 2005-2006, chiusa con un secondo posto in campionato.
Il 9 luglio 2007 divenne allenatore del Getafe, squadra spagnola della Primera División, con cui ha concluso il campionato ottenendo la salvezza. Il 16 maggio 2008 lascia la panchina, e dal successivo 9 settembre passò ad allenare lo Spartak Mosca, che ha condotto all'ottavo posto nel campionato russo. Iniziata la nuova stagione a marzo 2009, venne esonerato il successivo 16 aprile dopo aver raccolto quattro punti in altrettante partite.
Il 2 luglio 2010 torna in Spagna, accordandosi con il Maiorca. Iniziò l'avventura alle Isole Baleari affrontando alla sua prima partita il Real Madrid di José Mourinho, anche lui alla sua prima partita con i blancos, in un match che si concluse in parità sullo 0-0. La stagione vide i maiorchini dopo qualche risultato negativo nei mesi finali, salvarsi all'ultima giornata. Il 28 settembre 2011 si dimise a causa di contrasti con il vicepresidente del club.

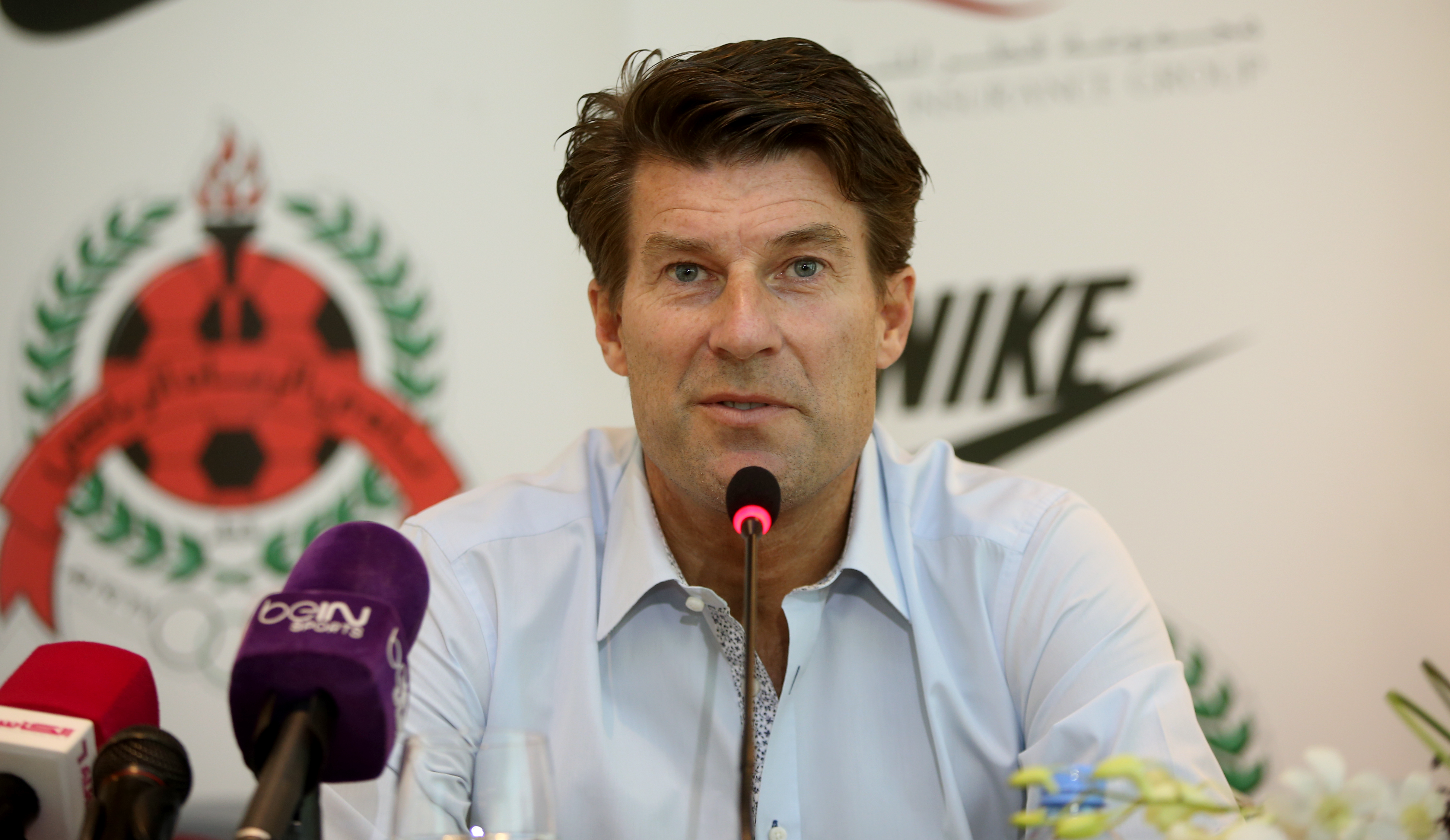
Laudrup in conferenza stampa come tecnico dell'Al-Rayyan nel 2016

Il 15 giugno 2012 venne ingaggiato dallo Swansea City. Il 24 febbraio 2013 guidò i gallesi alla vittoria della loro prima Coppa di Lega, grazie al 5-0 inflitto nella finale del Wembley Stadium al Bradford City, ottenendo così la qualificazione all'Europa League; in campionato la squadra si piazzò al nono posto, mentre nella Coppa d'Inghilterra venne eliminata al terzo turno dall'Arsenal alla ripetizione. La stagione successiva lo Swansea City venne subito estromesso al terzo turno della Coppa di Lega dal Birmingham City. Il 4 febbraio 2014, nonostante il passaggio della fase a gironi di Europa League, e quello al terzo turno della Coppa d'Inghilterra, Laudrup venne sollevato dall'incarico in seguito alla sconfitta per 0-2 sul campo del West Ham Utd e ai risultati negativi maturati nella seconda parte di stagione (una sola vittoria tra dicembre e gennaio); il successivo 23 maggio trovò l'accordo per la rescissione contrattuale.
Il 1º luglio 2014 venne ingaggiato dai qatarioti del Lekhwiya. Al primo anno vinse subito la Qatar Stars League, e raggiunse la finale della Qatar Crown Prince Cup persa contro l'Al-Jaish. Nonostante un fresco rinnovo contrattuale, il 18 giugno 2015 lasciò la panchina della squadra. Il 26 settembre 2016 venne nominato allenatore dell'Al-Rayyan, in sostituzione di Jorge Fossati passato alla guida del Qatar.

## Statistiche
Tra club, nazionale maggiore e giovanili Laudrup ha giocato globalmente 608 partite, in cui ha segnato 172 reti, alla media di 0,28 gol a partita.

### Presenze e reti nei club
| Stagione           | Squadra            | Campionato         | Campionato | Campionato | Coppe nazionali | Coppe nazionali | Coppe nazionali | Coppe europee | Coppe europee | Coppe europee | Altre coppe | Altre coppe | Altre coppe | Totale | Totale |
| Stagione           | Squadra            | Comp               | Pres       | Reti       | Comp            | Pres            | Reti            | Comp          | Pres          | Reti          | Comp        | Pres        | Reti        | Pres   | Reti   |
| ------------------ | ------------------ | ------------------ | ---------- | ---------- | --------------- | --------------- | --------------- | ------------- | ------------- | ------------- | ----------- | ----------- | ----------- | ------ | ------ |
| 1981               | KB                 | 1D                 | 14         | 3          | CD              | ?               | ?               | UCL           | 4             | 0             | -           | -           | -           | 18     | 3      |
| 1982               | Brøndby            | 1D                 | 24         | 15         | CD              | ?               | ?               |               | -             | -             | -           | -           | -           | 24     | 15     |
| gen. -giu.1983     | Brøndby            | 1D                 | 14         | 8          | CD              | ?               | ?               |               | -             | -             | -           | -           | -           | 14     | 8      |
| Totale Brøndby     | Totale Brøndby     | Totale Brøndby     | 38         | 23         |                 | ?               | ?               |               | -             | -             |             | -           | -           | 38     | 23     |
| 1983-1984          | Lazio              | A                  | 30         | 8          | CI              | 5               | 0               | -             | -             | -             | -           | -           | -           | 35     | 8      |
| 1984-1985          | Lazio              | A                  | 30         | 1          | CI              | 5               | 3               | -             | -             | -             | -           | -           | -           | 35     | 4      |
| Totale Lazio       | Totale Lazio       | Totale Lazio       | 60         | 9          |                 | 10              | 3               |               | -             | -             |             | -           | -           | 70     | 12     |
| 1985-1986          | Juventus           | A                  | 29         | 7          | CI              | 6               | 2               | UCL           | 5             | 1             | CI          | 1           | 1           | 41     | 11     |
| 1986-1987          | Juventus           | A                  | 20         | 3          | CI              | 6               | 1               | UCL           | 4             | 5             |             | -           | -           | 30     | 9      |
| 1987-1988          | Juventus           | A                  | 27+1       | 0+0        | CI              | 7               | 2               | CU            | 4             | 2             |             | -           | -           | 39     | 4      |
| 1988-1989          | Juventus           | A                  | 26         | 6          | CI              | 7               | 2               | CU            | 8             | 3             |             | -           | -           | 41     | 11     |
| Totale Juventus    | Totale Juventus    | Totale Juventus    | 102+1      | 16+0       |                 | 26              | 7               |               | 21            | 11            |             | 1           | 1           | 151    | 35     |
| 1989-1990          | Barcellona         | PD                 | 33         | 3          | CR              | 7               | 2               | CC            | 3             | 1             | SU          | 1           | 0           | 44     | 6      |
| 1990-1991          | Barcellona         | PD                 | 30         | 8          | CR              | 5               | 2               | CC            | 7             | 0             | SS          | 1           | 0           | 43     | 10     |
| 1991-1992          | Barcellona         | PD                 | 36         | 13         | CR              | 2               | 2               | UCL           | 11            | 3             | SS          | 1           | 0           | 50     | 18     |
| 1992-1993          | Barcellona         | PD                 | 37         | 10         | CR              | 4               | 4               | UCL           | 4             | 0             | SS+SU+CI    | 2+1+1       | 0+0+0       | 49     | 14     |
| 1993-1994          | Barcellona         | PD                 | 31         | 5          | CR              | 1               | 0               | UCL           | 6             | 1             | SS          | 2           | 0           | 40     | 6      |
| Totale Barcelona   | Totale Barcelona   | Totale Barcelona   | 167        | 39         |                 | 19              | 10              |               | 31            | 5             |             | 9           | 0           | 226    | 54     |
| 1994-1995          | Real Madrid        | PD                 | 33         | 4          | CR              | 2               | 1               | CU            | 5             | 2             |             | -           | -           | 40     | 7      |
| 1995-1996          | Real Madrid        | PD                 | 28         | 8          | CR              | 0               | 0               | UCL           | 7             | 0             | SS          | 1           | 0           | 36     | 8      |
| Totale Real Madrid | Totale Real Madrid | Totale Real Madrid | 61         | 12         |                 | 2               | 1               |               | 12            | 2             |             | 1           | 0           | 76     | 15     |
| lug. -dic.1996     | Vissel Kobe        | JFL                | 12         | 5          | CI              | 3               | 0               | -             | -             | -             | -           | -           | -           | 15     | 7      |
| gen. -giu.1997     | Vissel Kobe        | JL                 | 3          | 0          | CI+CJL          | 0+6             | 0+1             | -             | -             | -             | -           | -           | -           | 9      | 1      |
| Totale Vissel Kobe | Totale Vissel Kobe | Totale Vissel Kobe | 15         | 5          |                 | 3+6             | 0+1             |               | -             | -             |             | -           | -           | 24     | 6      |
| 1997-1998          | Ajax               | ED                 | 21         | 11         | CO              | 4               | 0               | CU            | 5             | 2             | -           | -           | -           | 30     | 13     |
| Totale carriera    | Totale carriera    | Totale carriera    | 478+1      | 118+0      |                 | 70+             | 22+             |               | 73            | 20            |             | 11          | 1           | 633    | 161    |

### Cronologia presenze e reti in nazionale
| Cronologia completa delle presenze e delle reti in nazionale ― Danimarca | Cronologia completa delle presenze e delle reti in nazionale ― Danimarca | Cronologia completa delle presenze e delle reti in nazionale ― Danimarca | Cronologia completa delle presenze e delle reti in nazionale ― Danimarca | Cronologia completa delle presenze e delle reti in nazionale ― Danimarca | Cronologia completa delle presenze e delle reti in nazionale ― Danimarca | Cronologia completa delle presenze e delle reti in nazionale ― Danimarca | Cronologia completa delle presenze e delle reti in nazionale ― Danimarca |
| Data                                                                     | Città                                                                    | In casa                                                                  | Risultato                                                                | Ospiti                                                                   | Competizione                                                             | Reti                                                                     | Note                                                                     |
| ------------------------------------------------------------------------ | ------------------------------------------------------------------------ | ------------------------------------------------------------------------ | ------------------------------------------------------------------------ | ------------------------------------------------------------------------ | ------------------------------------------------------------------------ | ------------------------------------------------------------------------ | ------------------------------------------------------------------------ |
| 15-6-1982                                                                | Oslo                                                                     | Norvegia                                                                 | 2 – 1                                                                    | Danimarca                                                                | Amichevole                                                               | 1                                                                        |                                                                          |
| 11-8-1982                                                                | Copenaghen                                                               | Danimarca                                                                | 3 – 2                                                                    | Finlandia                                                                | Amichevole                                                               | -                                                                        |                                                                          |
| 27-10-1982                                                               | Copenaghen                                                               | Danimarca                                                                | 1 – 3                                                                    | Cecoslovacchia                                                           | Amichevole                                                               | 1                                                                        |                                                                          |
| 22-6-1983                                                                | Aarhus                                                                   | Danimarca                                                                | 3 – 0                                                                    | Finlandia                                                                | Qual. Olimpiadi 1984                                                     | 2                                                                        |                                                                          |
| 7-9-1983                                                                 | Copenaghen                                                               | Danimarca                                                                | 3 – 1                                                                    | Francia                                                                  | Amichevole                                                               | 2                                                                        |                                                                          |
| 21-9-1983                                                                | Londra                                                                   | Inghilterra                                                              | 0 – 1                                                                    | Danimarca                                                                | Qual. Euro 1984                                                          | -                                                                        |                                                                          |
| 12-10-1983                                                               | Lussemburgo                                                              | Lussemburgo                                                              | 0 – 6                                                                    | Danimarca                                                                | Qual. Euro 1984                                                          | 3                                                                        |                                                                          |
| 26-10-1983                                                               | Budapest                                                                 | Ungheria                                                                 | 1 – 0                                                                    | Danimarca                                                                | Qual. Euro 1984                                                          | -                                                                        |                                                                          |
| 14-3-1984                                                                | Amsterdam                                                                | Paesi Bassi                                                              | 6 – 0                                                                    | Danimarca                                                                | Amichevole                                                               | -                                                                        |                                                                          |
| 11-4-1984                                                                | Valencia                                                                 | Spagna                                                                   | 2 – 1                                                                    | Danimarca                                                                | Amichevole                                                               | -                                                                        |                                                                          |
| 16-5-1984                                                                | Praga                                                                    | Cecoslovacchia                                                           | 1 – 0                                                                    | Danimarca                                                                | Amichevole                                                               | -                                                                        |                                                                          |
| 6-6-1984                                                                 | Göteborg                                                                 | Svezia                                                                   | 0 – 1                                                                    | Danimarca                                                                | Amichevole                                                               | -                                                                        |                                                                          |
| 8-6-1984                                                                 | Copenaghen                                                               | Danimarca                                                                | 1 – 1                                                                    | Bulgaria                                                                 | Amichevole                                                               | 1                                                                        |                                                                          |
| 12-6-1984                                                                | Parigi                                                                   | Francia                                                                  | 1 – 0                                                                    | Danimarca                                                                | Euro 1984 - 1º turno                                                     | -                                                                        |                                                                          |
| 16-6-1984                                                                | Lione                                                                    | Danimarca                                                                | 5 – 0                                                                    | Jugoslavia                                                               | Euro 1984 - 1º turno                                                     | -                                                                        |                                                                          |
| 19-6-1984                                                                | Strasburgo                                                               | Danimarca                                                                | 3 – 2                                                                    | Belgio                                                                   | Euro 1984 - 1º turno                                                     | -                                                                        |                                                                          |
| 24-6-1984                                                                | Lione                                                                    | Danimarca                                                                | 1 – 1 dts (4 – 5 dtr)                                                    | Spagna                                                                   | Euro 1984 - Semifinale                                                   | -                                                                        |                                                                          |
| 12-9-1984                                                                | Copenaghen                                                               | Danimarca                                                                | 3 – 1                                                                    | Austria                                                                  | Amichevole                                                               | 1                                                                        |                                                                          |
| 26-9-1984                                                                | Copenaghen                                                               | Danimarca                                                                | 1 – 0                                                                    | Norvegia                                                                 | Qual. Mondiali 1986                                                      | -                                                                        |                                                                          |
| 17-10-1984                                                               | Berna                                                                    | Svizzera                                                                 | 1 – 0                                                                    | Danimarca                                                                | Qual. Mondiali 1986                                                      | -                                                                        |                                                                          |
| 14-11-1984                                                               | Copenaghen                                                               | Danimarca                                                                | 3 – 0                                                                    | Irlanda                                                                  | Qual. Mondiali 1986                                                      | -                                                                        |                                                                          |
| 8-5-1985                                                                 | Copenaghen                                                               | Danimarca                                                                | 4 – 1                                                                    | Germania Ovest                                                           | Amichevole                                                               | 2                                                                        |                                                                          |
| 5-6-1985                                                                 | Copenaghen                                                               | Danimarca                                                                | 4 – 2                                                                    | Unione Sovietica                                                         | Amichevole                                                               | 2                                                                        |                                                                          |
| 25-9-1985                                                                | Mosca                                                                    | Unione Sovietica                                                         | 2 – 0                                                                    | Danimarca                                                                | Qual. Mondiali 1986                                                      | -                                                                        |                                                                          |
| 9-10-1985                                                                | Copenaghen                                                               | Danimarca                                                                | 0 – 0                                                                    | Svizzera                                                                 | Qual. Mondiali 1986                                                      | -                                                                        |                                                                          |
| 16-10-1985                                                               | Oslo                                                                     | Norvegia                                                                 | 1 – 5                                                                    | Danimarca                                                                | Qual. Mondiali 1986                                                      | 1                                                                        |                                                                          |
| 13-11-1985                                                               | Dublino                                                                  | Irlanda                                                                  | 1 – 4                                                                    | Danimarca                                                                | Qual. Mondiali 1986                                                      | 1                                                                        |                                                                          |
| 26-3-1986                                                                | Belfast                                                                  | Irlanda del Nord                                                         | 1 – 1                                                                    | Danimarca                                                                | Amichevole                                                               | -                                                                        |                                                                          |
| 13-5-1986                                                                | Oslo                                                                     | Norvegia                                                                 | 1 – 0                                                                    | Danimarca                                                                | Amichevole                                                               | -                                                                        |                                                                          |
| 16-5-1986                                                                | Copenaghen                                                               | Danimarca                                                                | 1 – 0                                                                    | Polonia                                                                  | Amichevole                                                               | -                                                                        |                                                                          |
| 4-6-1986                                                                 | Nezahualcóyotl                                                           | Scozia                                                                   | 0 – 1                                                                    | Danimarca                                                                | Mondiali 1986 - 1º turno                                                 | -                                                                        |                                                                          |
| 8-6-1986                                                                 | Nezahualcoyotl                                                           | Danimarca                                                                | 6 – 1                                                                    | Uruguay                                                                  | Mondiali 1986 - 1º turno                                                 | 1                                                                        |                                                                          |
| 13-6-1986                                                                | Santiago de Querétaro                                                    | Danimarca                                                                | 2 – 0                                                                    | Germania Ovest                                                           | Mondiali 1986 - 1º turno                                                 | -                                                                        |                                                                          |
| 18-6-1986                                                                | Santiago de Querétaro                                                    | Danimarca                                                                | 1 – 5                                                                    | Spagna                                                                   | Mondiali 1986 - Ottavi di finale                                         | -                                                                        |                                                                          |
| 10-9-1986                                                                | Lipsia                                                                   | Germania Est                                                             | 0 – 1                                                                    | Danimarca                                                                | Amichevole                                                               | -                                                                        |                                                                          |
| 24-9-1986                                                                | Copenaghen                                                               | Danimarca                                                                | 0 – 2                                                                    | Germania Ovest                                                           | Amichevole                                                               | -                                                                        |                                                                          |
| 12-11-1986                                                               | Bratislava                                                               | Cecoslovacchia                                                           | 0 – 0                                                                    | Danimarca                                                                | Qual. Euro 1988                                                          | -                                                                        |                                                                          |
| 26-8-1987                                                                | Stoccolma                                                                | Svezia                                                                   | 1 – 0                                                                    | Danimarca                                                                | Amichevole                                                               | -                                                                        |                                                                          |
| 9-9-1987                                                                 | Cardiff                                                                  | Galles                                                                   | 1 – 0                                                                    | Danimarca                                                                | Qual. Euro 1988                                                          | -                                                                        |                                                                          |
| 23-9-1987                                                                | Amburgo                                                                  | Germania Ovest                                                           | 1 – 0                                                                    | Danimarca                                                                | Amichevole                                                               | -                                                                        |                                                                          |
| 14-10-1987                                                               | Copenaghen                                                               | Danimarca                                                                | 1 – 0                                                                    | Galles                                                                   | Qual. Euro 1988                                                          | -                                                                        |                                                                          |
| 27-4-1988                                                                | Vienna                                                                   | Austria                                                                  | 1 – 0                                                                    | Danimarca                                                                | Amichevole                                                               | -                                                                        |                                                                          |
| 10-5-1988                                                                | Budapest                                                                 | Ungheria                                                                 | 2 – 2                                                                    | Danimarca                                                                | Amichevole                                                               | -                                                                        |                                                                          |
| 5-6-1988                                                                 | Odense                                                                   | Danimarca                                                                | 3 – 1                                                                    | Belgio                                                                   | Amichevole                                                               | -                                                                        |                                                                          |
| 11-6-1988                                                                | Hannover                                                                 | Danimarca                                                                | 2 – 3                                                                    | Spagna                                                                   | Euro 1988 - 1º turno                                                     | 1                                                                        |                                                                          |
| 14-6-1988                                                                | Gelsenkirchen                                                            | Germania Ovest                                                           | 2 – 0                                                                    | Danimarca                                                                | Euro 1988 - 1º turno                                                     | -                                                                        |                                                                          |
| 17-6-1988                                                                | Colonia                                                                  | Italia                                                                   | 2 – 0                                                                    | Danimarca                                                                | Euro 1988 - 1º turno                                                     | -                                                                        |                                                                          |
| 14-9-1988                                                                | Londra                                                                   | Inghilterra                                                              | 1 – 0                                                                    | Danimarca                                                                | Amichevole                                                               | -                                                                        |                                                                          |
| 19-10-1988                                                               | Atene                                                                    | Grecia                                                                   | 1 – 1                                                                    | Danimarca                                                                | Qual. Mondiali 1990                                                      | -                                                                        |                                                                          |
| 2-11-1988                                                                | Copenaghen                                                               | Danimarca                                                                | 1 – 1                                                                    | Bulgaria                                                                 | Qual. Mondiali 1990                                                      | -                                                                        |                                                                          |
| 12-4-1989                                                                | Aalborg                                                                  | Danimarca                                                                | 2 – 0                                                                    | Canada                                                                   | Amichevole                                                               | -                                                                        |                                                                          |
| 17-5-1989                                                                | Copenaghen                                                               | Danimarca                                                                | 7 – 1                                                                    | Grecia                                                                   | Qual. Mondiali 1990                                                      | 1                                                                        |                                                                          |
| 7-6-1989                                                                 | Copenaghen                                                               | Danimarca                                                                | 1 – 1                                                                    | Bolivia                                                                  | Amichevole                                                               | -                                                                        |                                                                          |
| 14-6-1989                                                                | Copenaghen                                                               | Danimarca                                                                | 6 – 0                                                                    | Svezia                                                                   | Amichevole                                                               | 1                                                                        |                                                                          |
| 18-6-1989                                                                | Copenaghen                                                               | Danimarca                                                                | 4 – 0                                                                    | Brasile                                                                  | Amichevole                                                               | 2                                                                        |                                                                          |
| 6-9-1989                                                                 | Amsterdam                                                                | Paesi Bassi                                                              | 2 – 2                                                                    | Danimarca                                                                | Amichevole                                                               | -                                                                        |                                                                          |
| 11-10-1989                                                               | Copenaghen                                                               | Danimarca                                                                | 3 – 0                                                                    | Romania                                                                  | Qual. Mondiali 1990                                                      | -                                                                        |                                                                          |
| 15-11-1989                                                               | Bucarest                                                                 | Romania                                                                  | 3 – 1                                                                    | Danimarca                                                                | Qual. Mondiali 1990                                                      | -                                                                        |                                                                          |
| 11-4-1990                                                                | Copenaghen                                                               | Danimarca                                                                | 1 – 0                                                                    | Turchia                                                                  | Amichevole                                                               | -                                                                        |                                                                          |
| 15-5-1990                                                                | Londra                                                                   | Inghilterra                                                              | 1 – 0                                                                    | Danimarca                                                                | Amichevole                                                               | -                                                                        |                                                                          |
| 6-6-1990                                                                 | Trondheim                                                                | Norvegia                                                                 | 1 – 2                                                                    | Danimarca                                                                | Amichevole                                                               | 1                                                                        |                                                                          |
| 10-10-1990                                                               | Copenaghen                                                               | Danimarca                                                                | 4 – 1                                                                    | Fær Øer                                                                  | Qual. Euro 1992                                                          | 2                                                                        |                                                                          |
| 17-10-1990                                                               | Belfast                                                                  | Irlanda del Nord                                                         | 1 – 1                                                                    | Danimarca                                                                | Qual. Euro 1992                                                          | -                                                                        |                                                                          |
| 14-11-1990                                                               | Copenaghen                                                               | Danimarca                                                                | 0 – 2                                                                    | Jugoslavia                                                               | Qual. Euro 1992                                                          | -                                                                        |                                                                          |
| 25-8-1993                                                                | Copenaghen                                                               | Danimarca                                                                | 4 – 0                                                                    | Lituania                                                                 | Qual. Mondiali 1994                                                      | -                                                                        |                                                                          |
| 8-9-1993                                                                 | Tirana                                                                   | Albania                                                                  | 0 – 1                                                                    | Danimarca                                                                | Qual. Mondiali 1994                                                      | -                                                                        |                                                                          |
| 13-10-1993                                                               | Copenaghen                                                               | Danimarca                                                                | 1 – 0                                                                    | Irlanda del Nord                                                         | Qual. Mondiali 1994                                                      | -                                                                        |                                                                          |
| 17-11-1993                                                               | Siviglia                                                                 | Spagna                                                                   | 1 – 0                                                                    | Danimarca                                                                | Qual. Mondiali 1994                                                      | -                                                                        |                                                                          |
| 9-3-1994                                                                 | Londra                                                                   | Inghilterra                                                              | 1 – 0                                                                    | Danimarca                                                                | Amichevole                                                               | -                                                                        |                                                                          |
| 20-4-1994                                                                | Copenaghen                                                               | Danimarca                                                                | 3 – 1                                                                    | Ungheria                                                                 | Amichevole                                                               | 2                                                                        |                                                                          |
| 26-5-1994                                                                | Copenaghen                                                               | Danimarca                                                                | 1 – 0                                                                    | Svezia                                                                   | Amichevole                                                               | 1                                                                        |                                                                          |
| 1-6-1994                                                                 | Oslo                                                                     | Norvegia                                                                 | 2 – 1                                                                    | Danimarca                                                                | Amichevole                                                               | -                                                                        |                                                                          |
| 17-8-1994                                                                | Copenaghen                                                               | Danimarca                                                                | 2 – 1                                                                    | Finlandia                                                                | Amichevole                                                               | -                                                                        | cap.                                                                     |
| 7-9-1994                                                                 | Skopje                                                                   | Macedonia                                                                | 1 – 1                                                                    | Danimarca                                                                | Qual. Euro 1996                                                          | -                                                                        |                                                                          |
| 12-10-1994                                                               | Copenaghen                                                               | Danimarca                                                                | 3 – 1                                                                    | Belgio                                                                   | Qual. Euro 1996                                                          | -                                                                        |                                                                          |
| 16-11-1994                                                               | Siviglia                                                                 | Spagna                                                                   | 3 – 0                                                                    | Danimarca                                                                | Qual. Euro 1996                                                          | -                                                                        |                                                                          |
| 10-1-1995                                                                | Riyadh                                                                   | Danimarca                                                                | 1 – 1 (4 – 2 dtr)                                                        | Messico                                                                  | Coppa re Fahd 1995 - 1º turno                                            | -                                                                        | cap.                                                                     |
| 13-1-1995                                                                | Riyadh                                                                   | Argentina                                                                | 0 – 2                                                                    | Danimarca                                                                | Coppa re Fahd 1995 - Finale                                              | 1                                                                        | cap.                                                                     |
| 29-3-1995                                                                | Limassol                                                                 | Cipro                                                                    | 1 – 1                                                                    | Danimarca                                                                | Qual. Euro 1996                                                          | -                                                                        | cap.                                                                     |
| 26-4-1995                                                                | Copenaghen                                                               | Danimarca                                                                | 1 – 0                                                                    | Macedonia                                                                | Qual. Euro 1996                                                          | -                                                                        | cap.                                                                     |
| 7-6-1995                                                                 | Copenaghen                                                               | Danimarca                                                                | 4 – 0                                                                    | Cipro                                                                    | Qual. Euro 1996                                                          | 1                                                                        | cap.                                                                     |
| 16-8-1995                                                                | Erevan                                                                   | Armenia                                                                  | 0 – 2                                                                    | Danimarca                                                                | Qual. Euro 1996                                                          | 1                                                                        | cap.                                                                     |
| 6-9-1995                                                                 | Bruxelles                                                                | Belgio                                                                   | 1 – 3                                                                    | Danimarca                                                                | Qual. Euro 1996                                                          | 1                                                                        | cap.                                                                     |
| 11-10-1995                                                               | Copenaghen                                                               | Danimarca                                                                | 1 – 1                                                                    | Spagna                                                                   | Qual. Euro 1996                                                          | -                                                                        | cap.                                                                     |
| 15-11-1995                                                               | Copenaghen                                                               | Danimarca                                                                | 3 – 1                                                                    | Armenia                                                                  | Qual. Euro 1996                                                          | 1                                                                        | cap.                                                                     |
| 27-3-1996                                                                | Monaco di Baviera                                                        | Germania                                                                 | 2 – 0                                                                    | Danimarca                                                                | Amichevole                                                               | -                                                                        | cap.                                                                     |
| 24-4-1996                                                                | Copenaghen                                                               | Danimarca                                                                | 2 – 0                                                                    | Scozia                                                                   | Amichevole                                                               | 1                                                                        | cap.                                                                     |
| 2-6-1996                                                                 | Copenaghen                                                               | Danimarca                                                                | 1 – 0                                                                    | Ghana                                                                    | Amichevole                                                               | -                                                                        |                                                                          |
| 9-6-1996                                                                 | Sheffield                                                                | Danimarca                                                                | 1 – 1                                                                    | Portogallo                                                               | Euro 1996 - 1º turno                                                     | -                                                                        | cap.                                                                     |
| 16-6-1996                                                                | Sheffield                                                                | Croazia                                                                  | 3 – 0                                                                    | Danimarca                                                                | Euro 1996 - 1º turno                                                     | -                                                                        | cap.                                                                     |
| 19-6-1996                                                                | Sheffield                                                                | Turchia                                                                  | 0 – 3                                                                    | Danimarca                                                                | Euro 1996 - 1º turno                                                     | -                                                                        | cap.                                                                     |
| 1-9-1996                                                                 | Lubiana                                                                  | Slovenia                                                                 | 0 – 2                                                                    | Danimarca                                                                | Qual. Mondiali 1998                                                      | -                                                                        | cap.                                                                     |
| 9-10-1996                                                                | Copenaghen                                                               | Danimarca                                                                | 2 – 1                                                                    | Grecia                                                                   | Qual. Mondiali 1998                                                      | -                                                                        | cap.                                                                     |
| 20-8-1997                                                                | Sarajevo                                                                 | Bosnia ed Erzegovina                                                     | 3 – 0                                                                    | Danimarca                                                                | Qual. Mondiali 1998                                                      | -                                                                        | cap.                                                                     |
| 10-9-1997                                                                | Copenaghen                                                               | Danimarca                                                                | 3 – 1                                                                    | Croazia                                                                  | Qual. Mondiali 1998                                                      | 1                                                                        | cap.                                                                     |
| 25-3-1998                                                                | Glasgow                                                                  | Scozia                                                                   | 0 – 1                                                                    | Danimarca                                                                | Amichevole                                                               | -                                                                        | cap.                                                                     |
| 22-4-1998                                                                | Copenaghen                                                               | Danimarca                                                                | 0 – 2                                                                    | Norvegia                                                                 | Amichevole                                                               | -                                                                        | cap.                                                                     |
| 28-5-1998                                                                | Malmö                                                                    | Svezia                                                                   | 3 – 0                                                                    | Danimarca                                                                | Amichevole                                                               | -                                                                        | cap.                                                                     |
| 5-6-1998                                                                 | Copenaghen                                                               | Danimarca                                                                | 1 – 2                                                                    | Camerun                                                                  | Amichevole                                                               | -                                                                        | cap.                                                                     |
| 12-6-1998                                                                | Lens                                                                     | Arabia Saudita                                                           | 0 – 1                                                                    | Danimarca                                                                | Mondiali 1998 - 1º turno                                                 | -                                                                        | cap.                                                                     |
| 18-6-1998                                                                | Tolosa                                                                   | Danimarca                                                                | 1 – 1                                                                    | Sudafrica                                                                | Mondiali 1998 - 1º turno                                                 | -                                                                        | cap.                                                                     |
| 24-6-1998                                                                | Lione                                                                    | Francia                                                                  | 2 – 1                                                                    | Danimarca                                                                | Mondiali 1998 - 1º turno                                                 | 1                                                                        | cap.                                                                     |
| 28-6-1998                                                                | Saint-Denis                                                              | Danimarca                                                                | 4 – 1                                                                    | Nigeria                                                                  | Mondiali 1998 - Ottavi di finale                                         | -                                                                        | cap.                                                                     |
| 3-7-1998                                                                 | Nantes                                                                   | Brasile                                                                  | 3 – 2                                                                    | Danimarca                                                                | Mondiali 1998 - Quarti di finale                                         | -                                                                        | cap.                                                                     |
| Totale                                                                   |                                                                          | Presenze (8º posto)                                                      | 104                                                                      |                                                                          | Reti (7º posto)                                                          | 37                                                                       |                                                                          |

### Statistiche da allenatore

#### Club
Statistiche aggiornate al 13 maggio 2018. In grassetto le competizioni vinte.
| Stagione             | Squadra              | Campionato           | Campionato | Campionato | Campionato | Campionato | Coppe nazionali | Coppe nazionali | Coppe nazionali | Coppe nazionali | Coppe nazionali | Coppe continentali | Coppe continentali | Coppe continentali | Coppe continentali | Coppe continentali | Altre coppe | Altre coppe | Altre coppe | Altre coppe | Altre coppe | Totale | Totale | Totale | Totale | % Vittorie | Piazz.     |
| Stagione             | Squadra              | Comp                 | G          | V          | N          | P          | Comp            | G               | V               | N               | P               | Comp               | G                  | V                  | N                  | P                  | Comp        | G           | V           | N           | P           | G      | V      | N      | P      | %          | Piazz.     |
| -------------------- | -------------------- | -------------------- | ---------- | ---------- | ---------- | ---------- | --------------- | --------------- | --------------- | --------------- | --------------- | ------------------ | ------------------ | ------------------ | ------------------ | ------------------ | ----------- | ----------- | ----------- | ----------- | ----------- | ------ | ------ | ------ | ------ | ---------- | ---------- |
| 2002-2003            | Brøndby              | SL                   | 33         | 15         | 11         | 7          | CD              | 5               | 5               | 0               | 0               | UCL+CU             | 4+2                | 2+0                | 0+1                | 2+1                | SD          | 1           | 1           | 0           | 0           | 45     | 23     | 12     | 10     | 51,11      | 2º         |
| 2003-2004            | Brøndby              | SL                   | 33         | 20         | 7          | 6          | CD              | 3               | 1               | 1               | 1               | CU                 | 8                  | 5                  | 0                  | 3                  | -           | -           | -           | -           | -           | 44     | 26     | 8      | 10     | 59,09      | 2º         |
| 2004-2005            | Brøndby              | SL                   | 33         | 20         | 9          | 4          | CD              | 5               | 4               | 1               | 0               | CU                 | 2                  | 0                  | 2                  | 0                  | RL          | 6           | 2           | 1           | 3           | 46     | 26     | 13     | 7      | 56,52      | 1º         |
| 2005-2006            | Brøndby              | SL                   | 33         | 21         | 8          | 4          | CD              | 4               | 3               | 0               | 1               | UCL+CU             | 4+6                | 2+2                | 1+1                | 1+3                | RL          | 6           | 1           | 3           | 2           | 53     | 29     | 13     | 11     | 54,72      | 2º         |
| Totale Brondy        | Totale Brondy        | Totale Brondy        | 132        | 76         | 35         | 21         |                 | 17              | 13              | 2               | 2               |                    | 26                 | 11                 | 5                  | 10                 |             | 13          | 4           | 4           | 5           | 188    | 104    | 46     | 38     | 55,32      |            |
| 2007-2008            | Getafe               | PD                   | 38         | 12         | 11         | 15         | CS              | 9               | 6               | 1               | 2               | CU                 | 12                 | 7                  | 3                  | 2                  | -           | -           | -           | -           | -           | 59     | 25     | 15     | 19     | 42,37      | 14º        |
| set.-nov. 2008       | Spartak Mosca        | PL                   | 10         | 3          | 2          | 5          | KR              | 2               | 1               | 0               | 1               | CU                 | 6                  | 2                  | 1                  | 3                  | -           | -           | -           | -           | -           | 18     | 6      | 3      | 9      | 33,33      | Suben., 7º |
| mar.-apr. 2009       | Spartak Mosca        | PL                   | 4          | 1          | 1          | 2          | KR              | 0               | 0               | 0               | 0               | -                  | -                  | -                  | -                  | -                  | -           | -           | -           | -           | -           | 4      | 1      | 1      | 2      | 25,00      | Eson.      |
| Totale Spartak Mosca | Totale Spartak Mosca | Totale Spartak Mosca | 14         | 4          | 3          | 7          |                 | 2               | 1               | 0               | 1               |                    | 6                  | 2                  | 1                  | 3                  |             | -           | -           | -           | -           | 22     | 7      | 4      | 11     | 31,82      |            |
| 2010-2011            | Maiorca              | PD                   | 38         | 12         | 8          | 18         | CS              | 4               | 1               | 1               | 2               | -                  | -                  | -                  | -                  | -                  | -           | -           | -           | -           | -           | 30     | 9      | 7      | 14     | 30,00      | 17º        |
| ago.-set. 2011       | Maiorca              | PD                   | 5          | 2          | 0          | 3          | CS              | 0               | 0               | 0               | 0               | -                  | -                  | -                  | -                  | -                  | -           | -           | -           | -           | -           | 5      | 2      | 0      | 3      | 40,00      | Eson.      |
| Totale Maiorca       | Totale Maiorca       | Totale Maiorca       | 43         | 14         | 8          | 21         |                 | 4               | 1               | 1               | 2               |                    | -                  | -                  | -                  | -                  |             | -           | -           | -           | -           | 47     | 15     | 9      | 23     | 31,91      |            |
| 2012-2013            | Swansea City         | PL                   | 38         | 11         | 13         | 14         | FACup+CdL       | 2+7             | 0+6             | 1+1             | 1+0             | -                  | -                  | -                  | -                  | -                  | -           | -           | -           | -           | -           | 47     | 17     | 15     | 15     | 36,17      | 9º         |
| 2013-feb. 2014       | Swansea City         | PL                   | 24         | 6          | 6          | 12         | FACup+CdL       | 2+1             | 2+0             | 0+0             | 0+1             | UEL                | 10                 | 4                  | 3                  | 3                  | -           | -           | -           | -           | -           | 37     | 12     | 9      | 16     | 32,43      | Eson.      |
| Totale Swansea       | Totale Swansea       | Totale Swansea       | 62         | 17         | 19         | 26         |                 | 12              | 8               | 2               | 2               |                    | 10                 | 4                  | 3                  | 3                  |             | -           | -           | -           | -           | 84     | 29     | 24     | 31     | 34,52      |            |
| 2014-2015            | Lekhwiya             | QSL                  | 26         | 19         | 5          | 2          | QSC             | 1               | 0               | 0               | 1               | AFC                | 8                  | 5                  | 2                  | 1                  | -           | -           | -           | -           | -           | 36     | 24     | 9      | 3      | 66,67      | 1º         |
| 2016-2017            | Al-Rayyan            | QSL                  | 24         | 14         | 5          | 5          | QSC             | 1               | 0               | 0               | 1               | AFC                | 6                  | 2                  | 1                  | 3                  | -           | -           | -           | -           | -           | 31     | 16     | 6      | 9      | 51,61      | Suben., 3º |
| 2017-2018            | Al-Rayyan            | QSL                  | 22         | 13         | 4          | 5          | QSC             | 1               | 0               | 1               | 0               | AFC                | 6                  | 1                  | 3                  | 2                  | -           | -           | -           | -           | -           | 29     | 14     | 8      | 7      | 48,28      | 3º         |
| Totale carriera      | Totale carriera      | Totale carriera      | 529        | 297        | 113        | 119        |                 | 63              | 40              | 7               | 16              |                    | 88                 | 24                 | 30                 | 34                 |             | 6           | 3           | 0           | 3           | 685    | 363    | 150    | 172    | 52,99      |            |

## Riconoscimenti
Nel 2011 è stato ammesso nella Hall of fame del calcio danese.

## Palmarès

### Giocatore

#### Club

##### Competizioni nazionali
- Campionato italiano: 1

Juventus: 1985-1986
- Coppa di Spagna: 1

Barcellona: 1989-1990
- Campionato spagnolo: 5

Barcellona: 1990-1991, 1991-1992, 1992-1993, 1993-1994
Real Madrid: 1994-1995
- Supercoppa di Spagna: 2

Barcellona: 1991, 1992
- Campionato olandese: 1

Ajax: 1997-1998
- Coppa dei Paesi Bassi: 1

Ajax: 1997-1998

##### Competizioni internazionali
- Coppa Intercontinentale: 1

Juventus: 1985
- Coppa dei Campioni: 1

Barcellona: 1991-1992
- Supercoppa UEFA: 1

Barcellona: 1992

#### Nazionale
- Confederations Cup: 1

Arabia Saudita 1995

#### Individuale
- Calciatore danese dell'anno: 2

1982, 1985
- Miglior giocatore della Liga: 2

1992, 1993
- Miglior giocatore straniero della Liga (Premio Don Balón): 1

1992
- Miglior giocatore straniero della Liga negli ultimi vent'anni (1974-1999)
- Squadra dell'Anno ESM: 1

1994-1995
- All-Star Team del campionato mondiale: 1

Francia 1998
- UEFA Golden Jubilee Poll
- FIFA 100: Inserito nella lista dei giocatori Danesi

2004
- Nominato UEFA Golden Player per la DBU (2006)
- Introdotto nella Hall of Fame del calcio danese[41]

2008

### Allenatore
- Supercoppa di Danimarca: 1

Brøndby: 2002
- Coppa di Danimarca: 2

Brøndby: 2002-2003, 2004-2005
- Campionato danese: 1

Brøndby: 2004-2005
- Coppa di Lega inglese: 1

Swansea City: 2012-2013
- Campionato qatariota: 1

Lekhwiya: 2014-2015